# Погосов, Георгий Вадимович
Гео́ргий Вади́мович Пого́сов (укр. Георгій Вадимович Погосов; род. 14 июля 1960, Киев, Украинская ССР, СССР) — советский и украинский фехтовальщик, тренер, шестикратный чемпион мира (1983, 1985—1987, 1989, 1990), олимпийский чемпион (1992) в командных соревнованиях по фехтованию на саблях. Заслуженный мастер спорта СССР (1984).
В 2020 году введен в Зал Славы Международной Федерации Фехтования (FIE)

## Биография
Родился 14 июля 1960 года в Киеве. Его предки по отцовской линии были выходцами из Нагорного Карабаха и носили фамилию Погосян, которую дед Георгия сменил на Погосов. Уже в три года потерял погибших в автомобильной катастрофе обоих родителей, поэтому воспитывался бабушкой по материнской линии. Начинал заниматься фехтованием под руководством Михаила Шимшовича. В дальнейшем с ним работал заслуженный тренер СССР Давид Тышлер.
В 1980 году Георгий Погосов выиграл чемпионат мира среди юниоров в личном зачёте. В 1983 году дебютировал в национальной сборной СССР и впервые стал в её составе чемпионом мира. Из-за решения политического руководства СССР о бойкоте Олимпийских игр в Лос-Анджелесе советская сборная не смогла принять участия в этих соревнованиях, но выиграла турнир «Дружба-84», за что всем членам команды было присвоено звание «заслуженного мастера спорта СССР».
В течение следующего олимпийского цикла сборная СССР трижды побеждала на чемпионатах мира и дошла до финала Олимпийских игр в Сеуле, но проиграла там команде Венгрии. Георгий Погосов был одним из претендентов на победу и в личном турнире, но в четвертьфинале проиграл с разницей всего в один укол французскому фехтовальщику Филиппу Дельрё и занял только шестое место. Эти относительные неудачи стали для него дополнительной мотивацией продолжить свою спортивную карьеру и выступить на Олимпийских играх в Барселоне. В связи с распадом СССР на этих соревнованиях он уже представлял Украину в составе Объединённой команды, которая выиграла золотые медали командного турнира.
После завершения спортивной карьеры Георгий Погосов занимался тренерской деятельностью в США. С 1999 года работает по контракту в Стенфордском университете.

## Образование
Выпускник Киевского ГИФКа.